# Herta Cohn-Bendit
Pour les articles homonymes, voir Cohn, Cohn-Bendit et David (patronyme).
Herta Judith Cohn-Bendit, née David en 1908 à Poznań (Empire allemand) et morte en 1963 à Londres, est l'épouse d'Eric Cohn-Bendit, et la mère de Gabriel Cohn-Bendit et de Daniel Cohn-Bendit. Durant la Seconde Guerre mondiale, elle fait partie, comme intendante (1941-1942), d’une maison d’enfants juifs du Centre des éclaireurs israélites (institution dissoute en 1943) à Moissac (Tarn-et-Garonne). Après la guerre, elle devient économe de l'École Maïmonide.

## Biographie
Herta Judith David est née en 1908 dans une famille juive pratiquante de Poznań (ville allemande jusqu'en 1918, aujourd'hui en Pologne). Elle est la fille d'Albert David et la sœur d'Alise David.
Bien qu’ayant milité dans une organisation sioniste et « attachée à la tradition juive », elle n’est pas pratiquante. En 1933, elle vient de terminer des études de droit, se préparant à devenir juge pour enfants.
Eric Cohn-Bendit est un avocat. Avec Hans Litten, il est l'un des principaux partisans de l'organisation d'aide affiliée au Parti communiste d'Allemagne Rote Hilfe Deutschlands (RHD). Erich Cohn-Bendit tend davantage vers le trotskisme. À la suite de la prise du pouvoir des nationaux-socialistes, il est interdit de travail pour « activités communistes » présumées et sera bientôt déchu de la citoyenneté allemande.
Menacé d'arrestation, il quitte l'Allemagne dès mars 1933, rejoint par sa future épouse. Ils s'installent à Paris, au 3 square Léon-Guillot dans le 15e arrondissement de Paris. En 1936, naît leur premier enfant, Gabriel. En 1939, ils sont rejoints par les parents d'Eric, qui passeront la guerre à Paris. Durant ces années, ils fréquentent un cercle de réfugiés comprenant Walter Benjamin, Heinrich Blücher et Hannah Arendt. Erich est actif dans la Quatrième Internationale fondée en 1938.

### Seconde Guerre mondiale
Durant la « drôle de guerre », Erich est interné comme ressortissant allemand, mais s'évade. La famille Cohn-Bendit se réfugie à Moissac (Tarn-et-Garonne), et prend le nom de Delpioux,.
Pendant la Seconde Guerre mondiale, Moissac est un refuge pour l'importante communauté des éclaireurs israélites de France (EIF). Ces derniers, hébergés au Moulin de Moissac, ou pour les plus jeunes à la Maison des enfants de Moissac, y demeurent durant la guerre grâce, entre autres, à la bienveillance des autorités municipales et de la population. Des jeunes Juifs d'Europe centrale forment le « groupe rural de Charry » qui défriche une dizaine d'hectares à Viarose, en 1941 et 1942 : bien vu du voisinage, ce groupe est l'objet d'un rapport élogieux de la gendarmerie. Cependant, l'occupation de la zone Sud en novembre 1942 rend la situation beaucoup plus difficile, bien que le préfet François Martin ait répugné à appliquer rigoureusement la répression antisémite. Les enfants juifs sont dispersés dans des familles d'accueil jusqu'à la Libération (19 août 1944). Une des responsables de ces refuges est Herta Cohn-Bendit, la mère de Daniel (lequel naît en 1945 à Montauban, Tarn-et-Garonne).
En 1943, après l'occupation de la zone sud par les Allemands, la famille Cohn-Bendit passe dans la clandestinité jusqu'à la libération de la région (autour du 20 août 1944). Daniel Cohn-Bendit naît, comme il l'a lui-même souligné, 10 mois après le débarquement de Normandie.

### Après la Guerre
À la Libération, les Cohn-Bendit restent quelque temps en France. Herta Cohn-Bendit s'occupe des maisons pour orphelins dont les familles ont disparu dans les camps d'extermination. Daniel Cohn-Bendit voit le jour le 4 avril 1945, à Montauban.
Entre 1945 et 1948, les Cohn-Bendit sont responsables de la « Colonie Juliette », un établissement pour enfants d'anciens déportés juifs situé à Cailly-sur-Eure (Eure). Puis ils reviennent à Paris.
Eric Cohn-Bendit, ne pouvant exercer sa profession en France (il faudrait qu'il refasse un cursus universitaire), décide en 1952 de rentrer en Allemagne et devient avocat à Francfort. Il est en étroit contact avec les membres de l'école de Francfort, Max Horkheimer, Theodor W. Adorno, ainsi que Bertolt Brecht et Hélène Weigel. Parmi ses clients on trouve Bruno Bettelheim.
Herta Cohn-Bendit devient l'économe de l'École Maïmonide. Daniel Cohn-Bendit et sa mère emménagent dans une chambre du lycée Maïmonide de Boulogne.

### Mort
Erich Cohn-Bendit meurt en 1959. Herta Cohn-Bendit, rentrée en France, meurt quatre ans après, à l'âge de 55 ans, d'un infarctus en 1963, au cours d'une visite chez sa belle-sœur à Londres.